# Settimana Internazionale di Coppi e Bartali 2022
La Settimana Internazionale di Coppi e Bartali 2022, trentasettesima edizione della corsa e ventiquattresima con questa denominazione, valevole come evento del circuito UCI Europe Tour 2022 categoria 2.1 e come quarta prova della Ciclismo Cup 2022, si svolse dal 22 al 26 marzo 2022 su un percorso totale di 796,5 km, con partenza da Riccione e arrivo a Cantagrillo, in Italia. La vittoria fu appannaggio dell'irlandese Eddie Dunbar, il quale completò il percorso in 20h38'10", alla media di 38,583 km/h, precedendo il britannico Ben Tulett e lo svizzero Marc Hirschi.
Sul traguardo di Cantagrillo 99 ciclisti, su 155 partiti da Riccione, portarono a termine la competizione.

## Tappe
| Tappa  | Data     | Percorso                              | km    | Vincitore di tappa   | Leader cl. generale |
| ------ | -------- | ------------------------------------- | ----- | -------------------- | ------------------- |
| 1ª     | 22 marzo | Riccione > Riccione                   | 164,6 | Mauro Schmid         | Mauro Schmid        |
| 2ª     | 23 marzo | Riccione > Longiano                   | 165,9 | Ethan Hayter         | Eddie Dunbar        |
| 3ª     | 24 marzo | San Marino > San Marino               | 147,1 | Ben Tulett           | Eddie Dunbar        |
| 4ª     | 25 marzo | Montecatini Terme > Montecatini Terme | 158,7 | Mathieu van der Poel | Eddie Dunbar        |
| 5ª     | 26 marzo | Casalguidi > Cantagrillo              | 160,2 | Josef Černý          | Eddie Dunbar        |
| Totale | Totale   | Totale                                | 796,5 |                      |                     |

## Squadre e corridori partecipanti
| N.      | Cod. | Squadra                     |
| ------- | ---- | --------------------------- |
| 1-7     | TJV  | Jumbo-Visma                 |
| 11-17   | AST  | Astana Qazaqstan Team       |
| 21-27   | BOH  | Bora-Hansgrohe              |
| 31-37   | EFE  | EF Education-EasyPost       |
| 41-47   | IGD  | Ineos Grenadiers            |
| 51-57   | IPT  | Israel-Premier Tech         |
| 61-67   | QST  | Quick-Step Alpha Vinyl Team |
| 71-77   | BEX  | Team BikeExchange-Jayco     |
| 81-87   | TFS  | Trek-Segafredo              |
| 91-97   | UAD  | UAE Team Emirates           |
| 101-107 | AFC  | Alpecin-Fenix               |
| 111-117 | BCF  | Bardiani-CSF-Faizanè        |

| N.      | Cod. | Squadra                         |
| ------- | ---- | ------------------------------- |
| 121-127 | BWB  | Bingoal Pauwels Sauces WB       |
| 131-137 | DRA  | Drone Hopper-Androni Giocattoli |
| 141-147 | EOK  | Eolo-Kometa Cycling Team        |
| 151-157 | ITA  | Italia                          |
| 161-167 | BTC  | Beltrami TSA Tre Colli          |
| 171-177 | BIA  | Biesse Carrera                  |
| 181-187 | CTA  | Colombia Tierra de Atletas      |
| 191-197 | GTS  | Giotti Victoria-Savini Due      |
| 201-207 | MGK  | MG.K Vis Colors for Peace VPM   |
| 211-217 | CPK  | Team Colpack Ballan             |
| 221-227 | COR  | Team Corratec                   |
| 231-237 | IWM  | Work Service-Vitalcare-Dynatek  |

## Dettagli delle tappe

### 1ª tappa
- 22 marzo: Riccione > Riccione – 164,6 km

Risultati
| Pos. | Corridore    | Squadra    | Tempo    |
| ---- | ------------ | ---------- | -------- |
| 1    | Mauro Schmid | Quick-Step | 4h12'58" |
| 2    | Eddie Dunbar | Ineos      | a 2"     |
| 3    | Ethan Hayter | Ineos      | a 16"    |

| Pos. | Corridore    | Squadra    | Tempo    |
| ---- | ------------ | ---------- | -------- |
| 1    | Mauro Schmid | Quick-Step | 4h12'48" |
| 2    | Eddie Dunbar | Ineos      | a 6"     |
| 3    | Ethan Hayter | Ineos      | a 22"    |

### 2ª tappa
- 23 marzo: Riccione > Longiano – 165,9 km

Risultati
| Pos. | Corridore      | Squadra      | Tempo    |
| ---- | -------------- | ------------ | -------- |
| 1    | Ethan Hayter   | Ineos        | 4h11'46" |
| 2    | Matteo Sobrero | BikeExchange | s.t.     |
| 3    | Ben Tulett     | Ineos        | s.t.     |

| Pos. | Corridore      | Squadra      | Tempo    |
| ---- | -------------- | ------------ | -------- |
| 1    | Eddie Dunbar   | Ineos        | 8h24'40" |
| 2    | Ethan Hayter   | Ineos        | a 6"     |
| 3    | Matteo Sobrero | BikeExchange | a 14"    |

### 3ª tappa
- 24 marzo: San Marino > San Marino – 147,1 km

Risultati
| Pos. | Corridore    | Squadra | Tempo    |
| ---- | ------------ | ------- | -------- |
| 1    | Ben Tulett   | Ineos   | 4h12'34" |
| 2    | Eddie Dunbar | Ineos   | a 3"     |
| 3    | Marc Hirschi | UAE     | a 5"     |

| Pos. | Corridore    | Squadra | Tempo     |
| ---- | ------------ | ------- | --------- |
| 1    | Eddie Dunbar | Ineos   | 12h37'11" |
| 2    | Ben Tulett   | Ineos   | a 9"      |
| 3    | Marc Hirschi | UAE     | a 24"     |

### 4ª tappa
- 25 marzo: Montecatini Terme > Montecatini Terme – 158,7 km

Risultati
| Pos. | Corridore       | Squadra | Tempo    |
| ---- | --------------- | ------- | -------- |
| 1    | M. van der Poel | Alpecin | 3h59'49" |
| 2    | Ethan Hayter    | Ineos   | s.t.     |
| 3    | Rémy Mertz      | Bingoal | s.t.     |

| Pos. | Corridore    | Squadra | Tempo     |
| ---- | ------------ | ------- | --------- |
| 1    | Eddie Dunbar | Ineos   | 16h37'00" |
| 2    | Ben Tulett   | Ineos   | a 9"      |
| 3    | Marc Hirschi | UAE     | a 24"     |

### 5ª tappa
- 26 marzo: Casalguidi > Cantagrillo – 160,2 km

Risultati
| Pos. | Corridore      | Squadra    | Tempo    |
| ---- | -------------- | ---------- | -------- |
| 1    | Josef Černý    | Quick-Step | 3h56'55" |
| 2    | Rémi Cavagna   | Quick-Step | s.t.     |
| 3    | Omer Goldstein | Israel     | s.t.     |

| Pos. | Corridore    | Squadra | Tempo     |
| ---- | ------------ | ------- | --------- |
| 1    | Eddie Dunbar | Ineos   | 20h38'18" |
| 2    | Ben Tulett   | Ineos   | a 9"      |
| 3    | Marc Hirschi | UAE     | a 24"     |

## Evoluzione delle classifiche
| Tappa              | Vincitore            | Classifica generale Maglia bianca | Classifica scalatori Maglia verde | Classifica a punti Maglia rossa | Classifica giovani Maglia arancione | Classifica a squadre |
| ------------------ | -------------------- | --------------------------------- | --------------------------------- | ------------------------------- | ----------------------------------- | -------------------- |
| 1ª                 | Mauro Schmid         | Mauro Schmid                      | Giovanni Bortoluzzi               | Mauro Schmid                    | Mauro Schmid                        | Ineos Grenadiers     |
| 2ª                 | Ethan Hayter         | Eddie Dunbar                      | Eddie Dunbar                      | Ethan Hayter                    | Ethan Hayter                        | Ineos Grenadiers     |
| 3ª                 | Ben Tulett           | Eddie Dunbar                      | Andrea Garosio                    | Ben Tulett                      | Ben Tulett                          | Ineos Grenadiers     |
| 4ª                 | Mathieu van der Poel | Eddie Dunbar                      | Andrea Garosio                    | Ethan Hayter                    | Ben Tulett                          | Ineos Grenadiers     |
| 5ª                 | Josef Černý          | Eddie Dunbar                      | Andrea Garosio                    | Ethan Hayter                    | Ben Tulett                          | Ineos Grenadiers     |
| Classifiche finali | Classifiche finali   | Eddie Dunbar                      | Andrea Garosio                    | Ethan Hayter                    | Ben Tulett                          | Ineos Grenadiers     |

Maglie indossate da altri ciclisti in caso di due o più maglie vinte
- Nella 2ª tappa Eddie Dunbar ha indossato la maglia rossa al posto di Mauro Schmid e Ethan Hayter ha indossato quella arancione al posto di Mauro Schmid.
- Nella 3ª tappa Edoardo Zardini ha indossato la maglia verde al posto di Eddie Dunbar e Ben Tulett ha indossato quella arancione al posto di Ethan Hayter.
- Nella 4ª tappa Marc Hirschi ha indossato la maglia arancione al posto di Ben Tulett.

## Classifiche finali

### Classifica generale - Maglia bianca
| Pos. | Corridore          | Squadra | Punti     |
| ---- | ------------------ | ------- | --------- |
| 1    | Eddie Dunbar       | Ineos   | 20h38'18" |
| 2    | Ben Tulett         | Ineos   | a 9"      |
| 3    | Marc Hirschi       | UAE     | a 24"     |
| 4    | Simon Carr         | EF      | a 30"     |
| 5    | Antonio Tiberi     | Trek    | a 45"     |
| 6    | Diego Ulissi       | UAE     | a 48"     |
| 7    | Jan Polanc         | UAE     | a 1'23"   |
| 8    | Gianluca Brambilla | Trek    | a 1'25"   |
| 9    | Natnael Tesfatsion | Drone   | a 1'38"   |
| 10   | Nicola Conci       | Italia  | s.t.      |

### Classifica scalatori - Maglia verde
| Pos. | Corridore       | Squadra    | Punti |
| ---- | --------------- | ---------- | ----- |
| 1    | Andrea Garosio  | Biesse     | 42    |
| 2    | Mattia Cattaneo | Quick-Step | 20    |
| 3    | Edoardo Zardini | Drone      | 18    |
| 4    | Josef Černý     | Quick-Step | 14    |
| 5    | Rémi Cavagna    | Quick-Step | 12    |

### Classifica a punti - Maglia rossa
| Pos. | Corridore            | Squadra    | Punti |
| ---- | -------------------- | ---------- | ----- |
| 1    | Ethan Hayter         | Ineos      | 24    |
| 2    | Ben Tulett           | Ineos      | 16    |
| 3    | Eddie Dunbar         | Ineos      | 16    |
| 4    | Mathieu van der Poel | Alpecin    | 15    |
| 5    | Mauro Schmid         | Quick-Step | 10    |

### Classifica giovani - Maglia arancione
| Pos. | Corridore          | Squadra | Punti     |
| ---- | ------------------ | ------- | --------- |
| 1    | Ben Tulett         | Ineos   | 20h38'27" |
| 2    | Marc Hirschi       | UAE     | a 15"     |
| 3    | Simon Carr         | EF      | a 21"     |
| 4    | Antonio Tiberi     | Trek    | a 36"     |
| 5    | Natnael Tesfatsion | Drone   | a 1'29"   |

### Classifica a squadre
| Pos. | Squadra                         | Tempo     |
| ---- | ------------------------------- | --------- |
| 1    | Ineos Grenadiers                | 61h57'28" |
| 2    | UAE Team Emirates               | a 5"      |
| 3    | Jumbo-Visma                     | a 9'42"   |
| 4    | Drone Hopper-Androni Giocattoli | a 10'00"  |
| 5    | Italia                          | a 12'49"  |